# اکشن (فیلم ۲۰۱۹)
اکشن (به انگلیسی: Action) فیلمی محصول سال ۲۰۱۹ و به کارگردانی ساندار سی است. در این فیلم بازیگرانی همچون ویشال، تمنا باتیا، آکانکشا پوری، آیشواریا لکشمی، رامکی، چایا سینگ، یوگی بابو و کبیر دوهان سینگ ایفای نقش کرده‌اند.